# Rignac (Lot)
Rignac é uma comuna francesa na região administrativa de Occitânia, no departamento de Lot. Estende-se por uma área de 9,64 km². Em 2010 a comuna tinha 281 habitantes (densidade: 29,1 hab./km²).